# Piotr Boruszewski
Piotr Jakub Boruszewski – polski leśnik, doktor habilitowany nauk rolniczych, profesor w Szkole Głównej Gospodarstwa Wiejskiego w Warszawie, specjalista od drzewnictwa.

## Kariera naukowa
W 2003 roku na Wydziale Technologii Drewna Szkoły Głównej Gospodarstwa Wiejskiego w Warszawie uzyskał tytuł magistra inżyniera. W 2008 roku na tym samym wydziale, uzyskał stopień doktora nauk rolniczych w zakresie drzewnictwa na podstawie rozprawy pt. Zwalczanie owadów – szkodników technicznych drewna poprzez fumigację wybranymi gazami niereaktywnymi, której promotorem był Adam Krajewski. W 2007 roku został zatrudniony na tejże uczelni, a w 2018 roku uzyskał na jej Wydziale Technologii Drewna stopień doktora habilitowanego nauk rolniczych w dyscyplinie drzewnictwa na podstawie pracy pt. Możliwości wykorzystania biomasy lignocelulozowej odnawialnej w krótkim cyklu jako ingredientu surowcowego w technologii materiałów drewnopochodnych.